# Козаченська сільська рада
Коза́ченська сільська́ ра́да — колишній орган місцевого самоврядування в Путивльському районі Сумської області. Адміністративний центр — село Козаче.

## Загальні відомості
- Населення ради: 534 особи (станом на 2001 рік)

## Населені пункти
Сільській раді були підпорядковані населені пункти:
- с. Козаче
- с. Малушине
- с. Сімейкине

## Склад ради
Рада складалася з 12 депутатів та голови.
- Голова ради: Воловченко Олексій Олександрович
- Секретар ради: Ільченко Людмила Юріївна

### Керівний склад попередніх скликань
| Прізвище, ім'я, по батькові      | Основні відомості                                                               | Дата обрання | Дата звільнення |
| -------------------------------- | ------------------------------------------------------------------------------- | ------------ | --------------- |
| Воловченко Олександр Олексійович | Сільський голова, 1962 року народження, безпартійний                            | 26.03.2006   | 31.10.2010      |
| Воловченко Олексій Олександрович | Сільський голова, 1991 року народження, освіта середня спеціальна, безпартійний | 31.10.2010   |                 |

Примітка: таблиця складена за даними сайту Верховної Ради України